# Pałac w Bruntálu

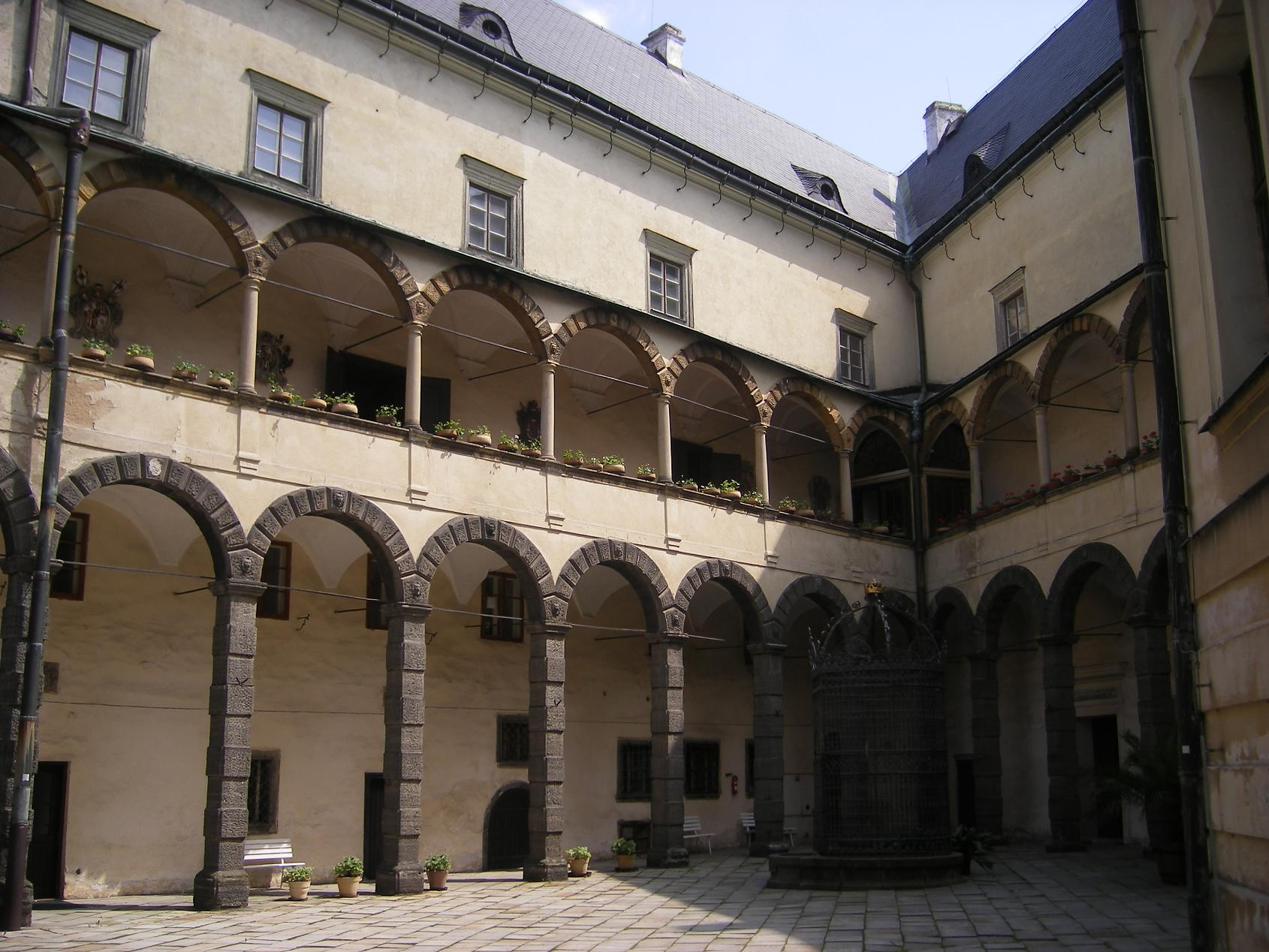
Dziedziniec z arkadami

Pałac w Bruntálu (czes. Zámek Bruntál, niem. Schloss Freudenthal) – pałac w centrum miasta Bruntal, na Śląsku Czeskim. Ma nietypowy kształt trójkąta, w środku znajduje się dziedziniec otoczony arkadami.

## Historia
W XV wieku w tym miejscu powstał gotycki zamek miejski. Po 1560 rozpoczęto jego przebudowę w stylu renesansowym do charakterystycznego kształtu trójkąta. Właścicielami była wówczas rodzina von Würben, szlachta z pogranicza morawsko-śląskiego (w jej posiadaniu znajdowało się m.in. Vrbno pod Pradědem, którego nazwa pochodziła od nazwiska von Würben). W 1608 i w 1611 cesarz Maciej Habsburg przyjął na zamku hołd od opawskiej szlachty.
Po bitwie na Białej Górze w 1620, zamek zabrano rodzinie von Würben (która opowiedziała się przeciw Habsburgom) i przekazano zakonowi krzyżackiemu.
W okresie wojny trzydziestoletniej miasto i zamek kilkukrotnie okupowały wojska szwedzkie – w 1648 zniszczeniu uległo 2/3 północnego skrzydła rezydencji, uszkodzono również arkady. Zamek odbudowano, nadając mu nowy wystrój wewnętrzny i wyposażając w nowe meble.
W latach 1766–1769 rycerze zakonni przebudowali zamek na pałac w stylu barokowym. Zachowano jednak niektóre elementy wystroju renesansowego – m.in. arkady na podwórzu oraz wieżę zegarową. W 1778 w pałacu gościł cesarz Józef II. W 1801 założono w nim bibliotekę. 
W latach 1810–1819 przeprowadzono kolejne prace budowlane – m.in. naprawiano dach, a mury wzmocniono kotwicami. W 1814 pałac odwiedził następca tronu Ferdynand (późniejszy cesarz Ferdynand I Habsburg), a cztery lata później sam cesarz Franciszek I. Między 1838 a 1840 w pałacu powstały dwie nowe klatki schodowe. W 1866 Bruntal okupowały wojska pruskie, a w pałacu urządzono lazaret. W 1880 rezydencję zaszczycił swoją obecnością kolejny monarcha – cesarz Franciszek Józef I.

### W XX wieku
Na początku XX stulecia wyremontowano wnętrza, rozbudowano kolekcje obrazów oraz bibliotekę. Przeprowadzono też dokładną inwentaryzację. Po upadku państwa Habsburgów państwo czechosłowackie przejęło dobra krzyżackie oraz sam pałac pod swoją administrację. Pałac wraz z majątkiem wrócił do zakonników w 1924. Budowla ponownie stała się rezydencją wielkiego mistrza. Jej część zamieniono na mieszkania.
Koniec epoki zakonu krzyżackiego przyniosły lata 30. W 1939, już po włączeniu Bruntalu w granice III Rzeszy, rezydencję skonfiskowały władze niemieckie i przekazały NSDAP. W 1940 oddano ją służbie leśnej i otwarto dla publiczności.
W 1945 państwo czechosłowackie skonfiskowało pałac – stał się własnością Ministerstwa Rolnictwa. W późniejszych latach był on kilkukrotnie otwierany i zamykany dla zwiedzających, przeprowadzano także liczne prace remontowe i rekonstrukcyjne (ostatnie w latach 80. XX wieku). Obecnie mieści się tutaj muzeum.

## Wnętrza

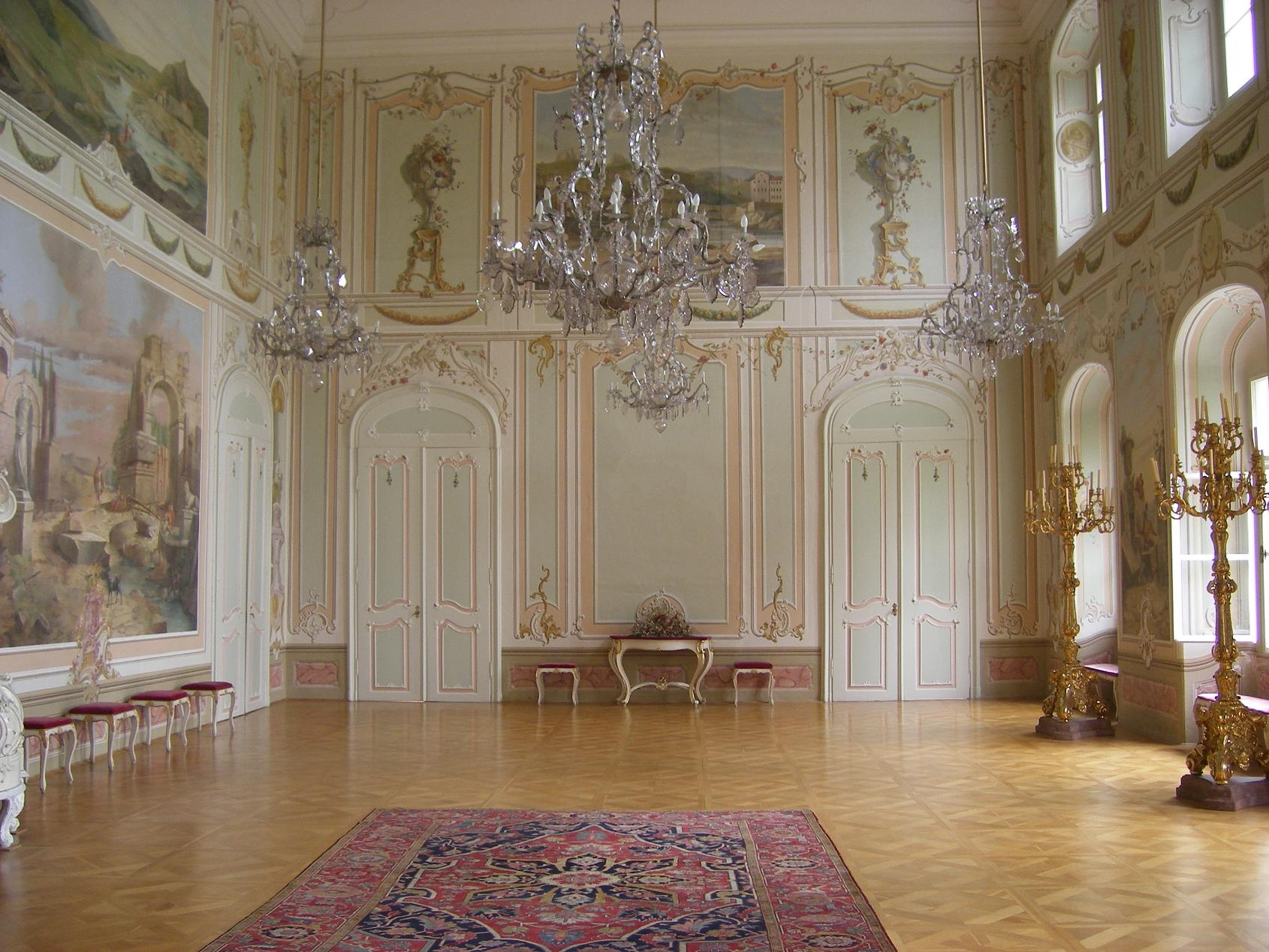
Główna sala pałacowa

Na pierwszym piętrze turyści mogą oglądać pokoje wyposażone głównie w meble z XVIII i XIX wieku – na trasie turystycznej znajdują się m.in.:
- salon orientalny (czes. Orientální salonek),
- sala zielona (czes. zelený sál) w stylu wiedeńskiego rokoka,
- salon holenderski (czes. Holandský salon), służący w przeszłości do picia kawy, z obrazami niderlandzkich artystów oraz wyposażeniem w stylu holenderskiego baroku,
- barokowa jadalnia ozdobiona portretami członków rodziny cesarskiej,
- sypialnia wielkich mistrzów (czes. velmistrovská ložnice) z wyposażeniem barokowym, niewielkim ołtarzem oraz zestawem do higieny osobistej,
- gabinet wielkiego mistrza arcyksięcia Eugeniusza Habsburga w stylu historyzującym i empire.

Główna sala pałacowa (czes. Hlavní zámecký sál) jest największa w całym pałacu i ma wysokość dwóch pięter. Powstała w XVIII wieku w stylu rokokowym, w latach 1890–1900 przemalował ją opawski malarz Asmann i ozdobił motywami antycznymi i sielankowymi.
Na parterze jednym z najciekawszych obiektów jest kaplica (obecny wygląd uzyskała w XVIII wieku) oraz pozostałości dawnych stajni. Z parteru na piętro prowadzą schody w głównej sieni z lat 1766–1799. Przed schodami znajduje się stary automobil z 1904.
W pałacu jest również bogata biblioteka (20 tysięcy książek), galeria obrazów malarzy niemieckich, niderlandzkich i włoskich, a także kolekcja broni (arcyksiążę Eugeniusz był namiętnym myśliwym).

## Pałacowy park
Park zajmuje 2,5 hektara. Jego początki sięgają XVI wieku, ale dopiero Krzyżacy zaczęli o niego regularnie dbać w wieku XVII. Ostatnie większe zmiany nastąpiły w 1894 na polecenie arcyksięcia Eugeniusza. Część parku zachowała wygląd barokowy, część pozostaje naturalnym parkiem krajobrazowym. Przy parku zachowały się fragmenty dawnych murów miejskich oraz kilkanaście rzeźb z piaskowca z XVIII i XIX wieku.